# Jagodna (Góry Bystrzyckie)

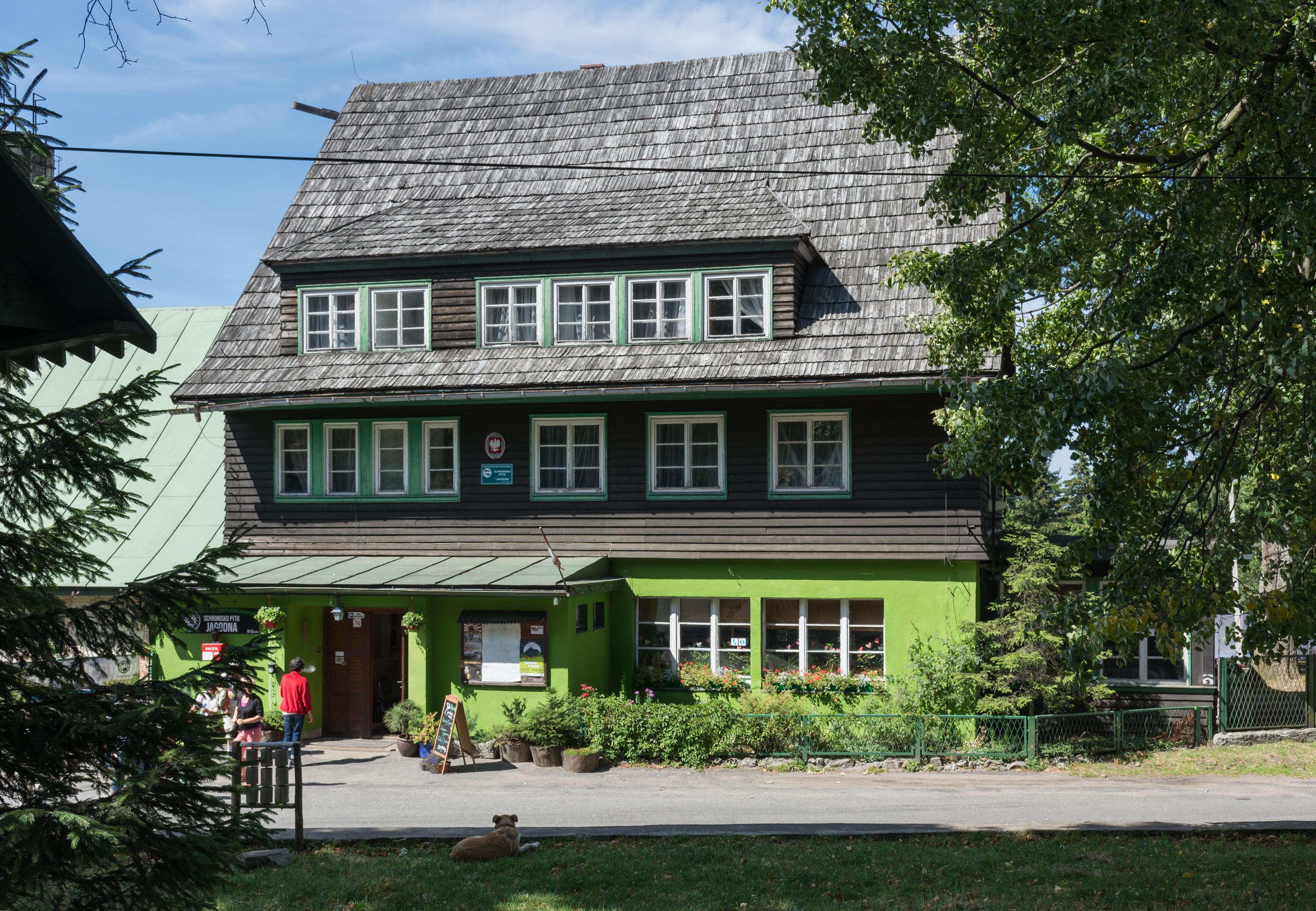
Schronisko PTTK „Jagodna”

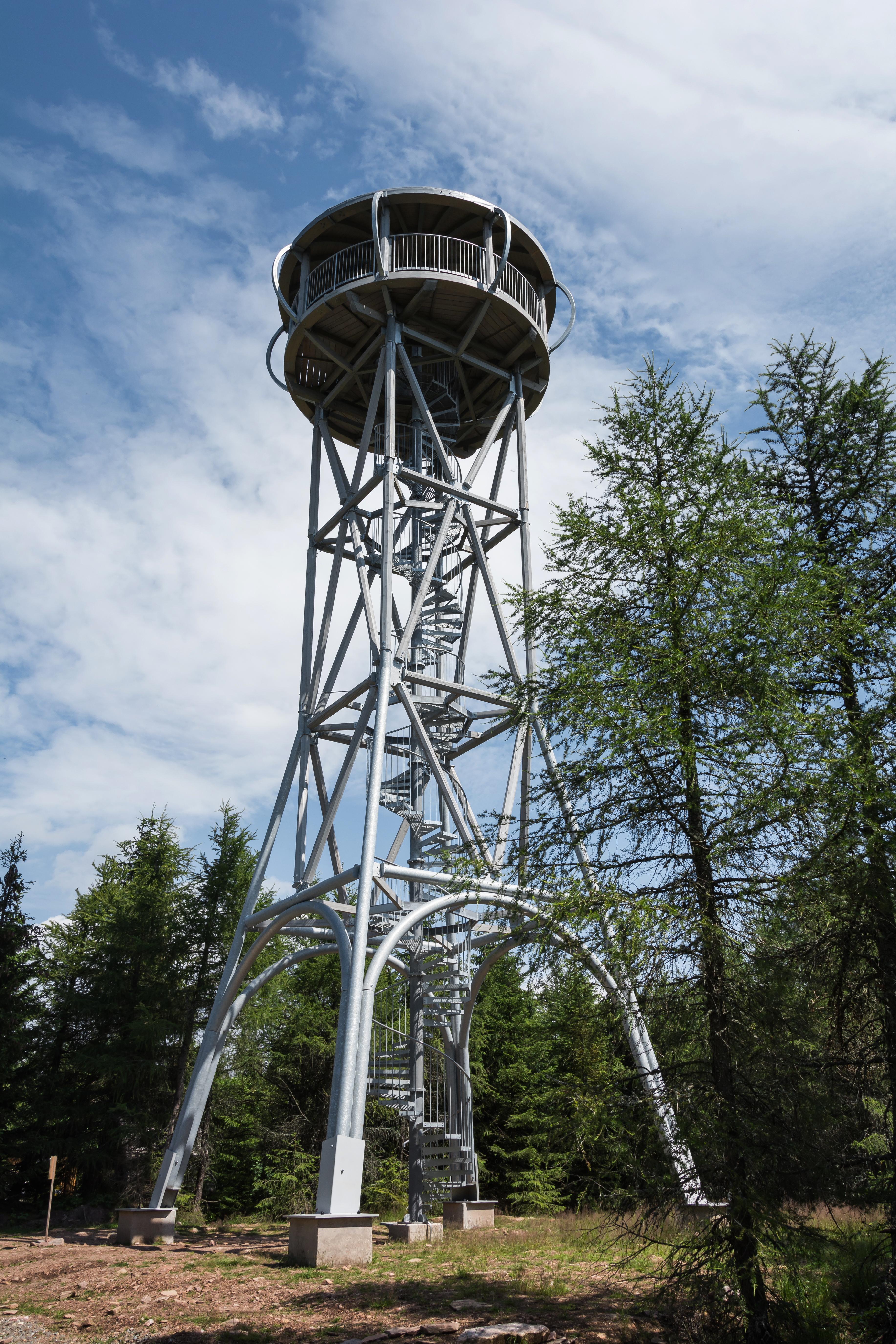
Wieża widokowa na Jagodnej

Jagodna (niem. Heidel-Berg lub Heidelberg, 985 m n.p.m.) – góra w Sudetach Środkowych, w Górach Bystrzyckich. W województwie dolnośląskim, w powiecie kłodzkim, w gminie Bystrzyca Kłodzka.
Góra zaliczana jest do Korony Gór Polski oraz Korony Gór Dolnego Śląska. 
Góra posiada dwa szczyty. Północny (mylnie oznaczany czasem jako Sasanka, która jest niższa i znajduje się ok. 400 m w kierunku północno-północno-zachodnim) o wysokości 985 m n.p.m. i południowy o wysokości 977,2 m n.p.m. Położenie góry Jagodna i tego, że składa się z dwóch szczytów, można sprawdzić w archiwum map pod niemiecką nazwą Heidel-Berg, której na mocy Rozporządzenia Ministra Administracji Publicznej z dnia 28 maja 1949 r. o przywróceniu i ustaleniu nazw miejscowości, nadano nazwę Jagodna. Według Państwowego Rejestru Nazw Geograficznych, Sasanka i Jagodna to oddzielne szczyty.

## Opis
Wzniesienie położone jest w środkowo-wschodniej części Gór Bystrzyckich około 5 km na zachód od miejscowości Długopole-Zdrój.
Jagodna jest najwyższą górą w Górach Bystrzyckich. Wzniesienie o mało podkreślonym wierzchołku, wznoszącym się zaledwie kilka metrów ponad wierzchowinę i bardzo stromo opadającym wschodnim zboczu, w stronę kotlinowatego obniżenia, w którym położone są Wyszki, Ponikwa i Poręba. Zbocze zachodnie, ponacinane dolinami dopływów Dzikiej Orlicy, stromo opada w kierunku Doliny Dzikiej Orlicy. Wzniesienie wznosi się w środku wysokiego rozciągniętego południkowo masywu w kształcie niewielkiego grzbietu, który tworzy z dwoma sąsiednimi wzniesieniami. Grzbiet z trzema mało widocznymi wzniesieniami, położony jest między Przełęczą Spaloną na północy a Przełęczą nad Porębą na południu.
Jagodna leży na europejskim dziale wodnym. Wschodnie stoki odwadnia Nysa Kłodzka (zlewisko Bałtyku), a zachodnie Dzika Orlica (dopływ Łaby, zlewisko Morza Północnego).
Góra zbudowana jest z odpornych na wietrzenie granitognejsów należących do metamorfiku Gór Bystrzyckich i Orlickich oraz z górnokredowych piaskowców.
Porośnięta dolnoreglowym lasem świerkowym z domieszką brzozy, buka i modrzewia. W latach pięćdziesiątych XX wieku wichury powaliły część drzew odsłaniając na szczycie polankę stanowiącą punkt widokowy na Kotlinę Kłodzką, Masyw Śnieżnika, Góry Orlickie i Rów Górnej Nysy.
Wschodnim zboczem na wysokości około 700 m n.p.m. przebiega Autostrada Sudecka.
Przez Jagodną w XVI wieku przebiegała granica pomiędzy Czechami a hrabstwem kłodzkim, którą później przesunięto do Doliny Dzikiej Orlicy.

## Wieża widokowa
Na początku XX wieku miejscowy oddział Kłodzkiego Towarzystwa Górskiego zbudował na szczycie Jagodnej 17-metrową wieżę widokową. Przed 1939 r. na miejscu widokowej ustawiono wieżę triangulacyjną, resztki wieży stoją do dziś.
W 2019 roku zbudowano na szczycie Jagodnej stalowo-drewnianą wieżę widokową o wysokości 23 metrów.

## Szlaki turystyczne
Przez szczyt prowadzi  niebieski szlak turystyczny, prowadzący z Przełęczy Spalonej do Międzylesia.